# Serchhip
Serchhip é uma vila no distrito de Serchhip, no estado indiano de Mizoram.

## Geografia
Serchhip está localizada a 23° 18′ N, 92° 50′ L. Tem uma altitude média de 888 metros (2913 pés).

## Demografia
Segundo o censo de 2001, Serchhip tinha uma população de 18,185 habitantes. Os indivíduos do sexo masculino constituem 53% da população e os do sexo feminino 47%. Serchhip tem uma taxa de literacia de 80%, superior à média nacional de 59.5%: a literacia no sexo masculino é de 82% e no sexo feminino é de 79%. Em Serchhip, 16% da população está abaixo dos 6 anos de idade.